# اشچینیتک، گمینا وازیسکا
اشچینیتک، گمینا وازیسکا (به لاتین: Trzciniec, Gmina Łaziska) یک منطقهٔ مسکونی در لهستان است که در Gmina Łaziska واقع شده‌است.